# Senado de Nevada
El Senado de Nevada es la cámara alta de la Legislatura de Nevada, siendo la cámara baja la Asamblea de Nevada. Actualmente consta de 21 miembros de distritos uninominales. En la redistribución de distritos anterior (2002-2011) había 19 distritos, dos de los cuales eran plurinominales. El artículo cuatro de la Constitución de Nevada establece que los senadores estatales sirvan términos escalonados de cuatro años.

## Composición
|                   | Partido   | Partido     | Partido     | Partido | Vac. | Total |
| Demócrata         | Demócrata | Republicano | Republicano |         | Vac. | Total |
| ----------------- | --------- | ----------- | ----------- | ------- | ---- | ----- |
|                   | Dif.      |             | Dif.        |         |      | Total |
| Bancas            | 12        | 1           | 9           | 1       | -    | 21    |
|                   |           |             |             |         |      |       |
| Último % de votos | 56.16%    |             | 40.97%      |         |      |       |

## Liderazgos
| Posición               | Nombre             | Partido     |
| ---------------------- | ------------------ | ----------- |
| Presidente             | Lisa Cano Burkhead | Demócrata   |
| Presidente pro tempore | Mo Denis           | Demócrata   |
| Líder de la mayoría    | Nicole Cannizzaro  | Demócrata   |
| Líder de la minoría    | James Settelmeyer  | Republicano |